# Homeland Insecurity
Homeland Insecurity (рус. Ненадёжная родина) — шестая серия первого сезона мультсериала Американский папаша. Премьера серии была 12 июня 2005 года.

## Сюжет
После того, как Фрэнсин обнаруживает, что её соседка умерла, Фрэнсин волнуется, что она потеряла связь со своими друзьями. Она хочет устроить вечеринку, чтобы повторно воссоединиться со старыми друзьями, но знает, что Стэн проверяет прошлое соседей. Чувствуя себя немного пристыженным, Стэн обещает вести себя прилично и быть забавным.
Стэн и Франсин раздают приглашения всем соседям. Стэн ведёт себя нормально, пока они не подходят к дому Боба и Линды Мемари, людей иранского происхождения. Желая, чтобы Стив был подготовлен, когда иностранцы вторгнутся в соседство, Стэн записывает Стива в скауты. Но клуб бойскаутов, оказывается, местом, где дети могут пить, курить и играть в азартные игры.
Вечеринка для соседей в стадии реализации. Стэн полностью вооружился и спрятал всё оружие под одеждой. Стэн собирается обыскать Боба Мемари, пока тот не понимает, Стэн использует любое оправдание, чтобы обыскать Боба. Тем временем в другом месте Стив даёт клятву, что присоединиться к грязным бойскаутам, после чего он случайно сжигает вышку на крыше дома. На вечеринке Стэн видит дым от вышки на крыше дома на расстоянии и думает, что Мемари разожгли огонь. Стэн начинает стрелять в воздух, и прогонять всех по домам.
Фрэнсин ругается на Стэна за то что, он мешает подружиться ей, Хейли тоже начинает ругаться на Стэна за расовые предрассудки. Таким образом, Стэн пытается найти доказательства, того что Мемари террористы. Но когда он врывается в их дом, чтобы убить муху летающую недалеко от скрытой видеокамеры, за это Стэна сдают в тюрьму.
Новые друзья—бойскауты Стива крадут шины припаркованного автомобиля и катят его, вызывая несчастный случай. Они дают Стиву шину, чтобы катиться, но он уклоняется. Скауты подвергают сомнению его лояльности. После возвращения из тюрьмы, Стэн приглашает Мемари к себе на поздний завтрак. Стэн запирает Мемари на своём заднем дворе. Наверху, Стив говорит Роджеру, что собирается убежать от скаутов.
Снаружи, Хейли с соседями штурмуют около дома, чтобы освободили Мемари. Тем временем Стив и Роджер убегают из города, но другие бойскауты заметили и погнались на велосипедах за ними. Велосипедное преследование заканчивается тем, что Стив и Роджер врезаются в электростанцию. Когда соседство входит во двор, Стэн думает, что это — другое нападение. Он задерживает всё соседство на заднем дворе. И когда скауты узнают, что из-за Стива отключено всё электричество, они исключают Стива.
Расстроенные Фрэнсин и Хейли, решили притвориться, что это — вечеринка в стиле колонии для террористов. Полицейский находит на электростанции толстовку Стэна. Не зная, что Роджер носил эту толстовку, Стэн думает, что ему промыли мозги, таким образом, он идёт в сарай и пытает себя, чтобы добиться информации. Все соседи, наслаждаются, Фрэнсин благодарит Стэна за то, что он неосторожно всё решил.

## Награды и номинации
- В 2006 году серия была номинирована на премию «Golden Reel Award» за лучшее редактирование звука в мультфильме[2].